# Orfeo Goracci
Orfeo Goracci (Gubbio, 8 febbraio 1959) è un politico italiano.

## Biografia
Di professione maestro elementare, diviene segretario del PCI di Gubbio nel 1987, dopo tre anni passati alla guida della locale sezione della FGCI. Nel 1988 è capogruppo in Consiglio comunale, e nel 1989 viene nominato assessore all'ambiente e ai lavori pubblici.
Nel 1992 aderisce al Partito della Rifondazione Comunista. Nello stesso anno viene eletto alla Camera dei deputati, dove resta fino al 1994 diventando membro della Commissione Agricoltura della Camera, mentre dal 1995 al 2000 siede nel Consiglio regionale dell'Umbria, e per quattro anni è anche vicepresidente della Giunta regionale.
Nel 2001, sostenuto da Rifondazione Comunista, Verdi e una lista civica, viene eletto Sindaco di Gubbio al ballottaggio con 10.623 voti; è confermato nel ruolo di primo cittadino anche dopo le elezioni amministrative del 2006, nelle quali riceve oltre 11.000 preferenze.
Membro del comitato politico nazionale di Rifondazione dopo il congresso del 2008 in quota alla mozione 1 (Ferrero-Grassi), Goracci è stato candidato alle elezioni europee del 2009 nella Circoscrizione Italia centrale per la lista anticapitalista formata da PRC e PdCI, non viene eletto a causa del risultato della lista, nelle elezioni ottiene 7.791 preferenze.
Dopo le Elezioni regionali 2010 viene eletto Consigliere regionale per la Federazione della Sinistra in Umbria ottenendo 3.652 preferenze. Il 19 maggio 2010 è stato nominato Vicepresidente del Consiglio Regionale dell'Umbria, incarico da cui viene sospeso dal Presidente del Consiglio della Regione Umbria Eros Brega in seguito alle vicende giudiziarie del febbraio 2012.
Con il processo ancora in atto, si candida a Sindaco alle Elezioni amministrative 2019, appoggiato da due liste civiche. Si posizionerà terzo su sei candidati con quasi 2100 voti, non riuscendo ad arrivare al ballottaggio. Entra come Consigliere Comunale, dopo nove anni dall'ultima volta. 

## Vicenda giudiziaria
Il 14 febbraio 2012, dopo essere stato raggiunto da un avviso di garanzia della procura di Perugia, è stato arrestato insieme all'ex vicesindaco di Gubbio Maria Cristina Ercoli con l'accusa di associazione a delinquere finalizzata all'abuso di ufficio e altri reati che sarebbero stati da lui commessi quando era sindaco di Gubbio. Sospeso da Rifondazione appena ricevuto l'avviso di garanzia, fu scarcerato il 22 marzo 2012. Nel corso del procedimento è venuta a cadere la maggior parte dei capi di imputazione.